# Programmations du Coachella Festival dans les années 2010
Pour des articles plus généraux, voir Coachella Festival et Programmations du Festival Coachella.
Cet article présente les programmations du Festival Coachella dans les années 2010.

## 2010
Jeudi 15 avril
1107 Events Presents: Matinée Sessions in the Camgrounds: Jokers of the Scene, Le Castle Vania, 12th Planet, Toy Selectah, Franki Chan, Matinee Resident All Stars featuring: Paparazzi, Joaquin, Sir Charles
Vendredi 16 avril
| Coachella Stage                                                                                                 | Outdoor Theatre | Gobi Tent | Mojave Tent | Sahara Tent |
| --- | --- | --- | --- | --- |
| - Jay-Z - LCD Soundsystem - Them Crooked Vultures - The Specials - Street Sweeper Social Club - Calle 13 - Wale | - Public Image Ltd. - Vampire Weekend - Echo and the Bunnymen - Passion Pit - She & Him - The Cribs (annulé) - The Avett Brothers - Deer Tick - Alana Grace | - The Whitest Boy Alive - Céu - Little Dragon - La Roux - Gil Scott-Heron - The Dillinger Escape Plan - Hockey - Sleigh Bells - Iglu & Hartly - P.O.S - Kate Miller-Heidke | - Fever Ray - Imogen Heap - Grizzly Bear - Lucero - Ra Ra Riot - Yeasayer - As Tall as Lions - Baroness - Jets Overhead | - deadmau5 - Benny Benassi - Erol Alkan - Pretty Lights - Wolfgang Gartner - Aeroplane - Proxy - Perry Farrell vs. Steve Porter - DJ Lance Rock - Pablo Hassan |

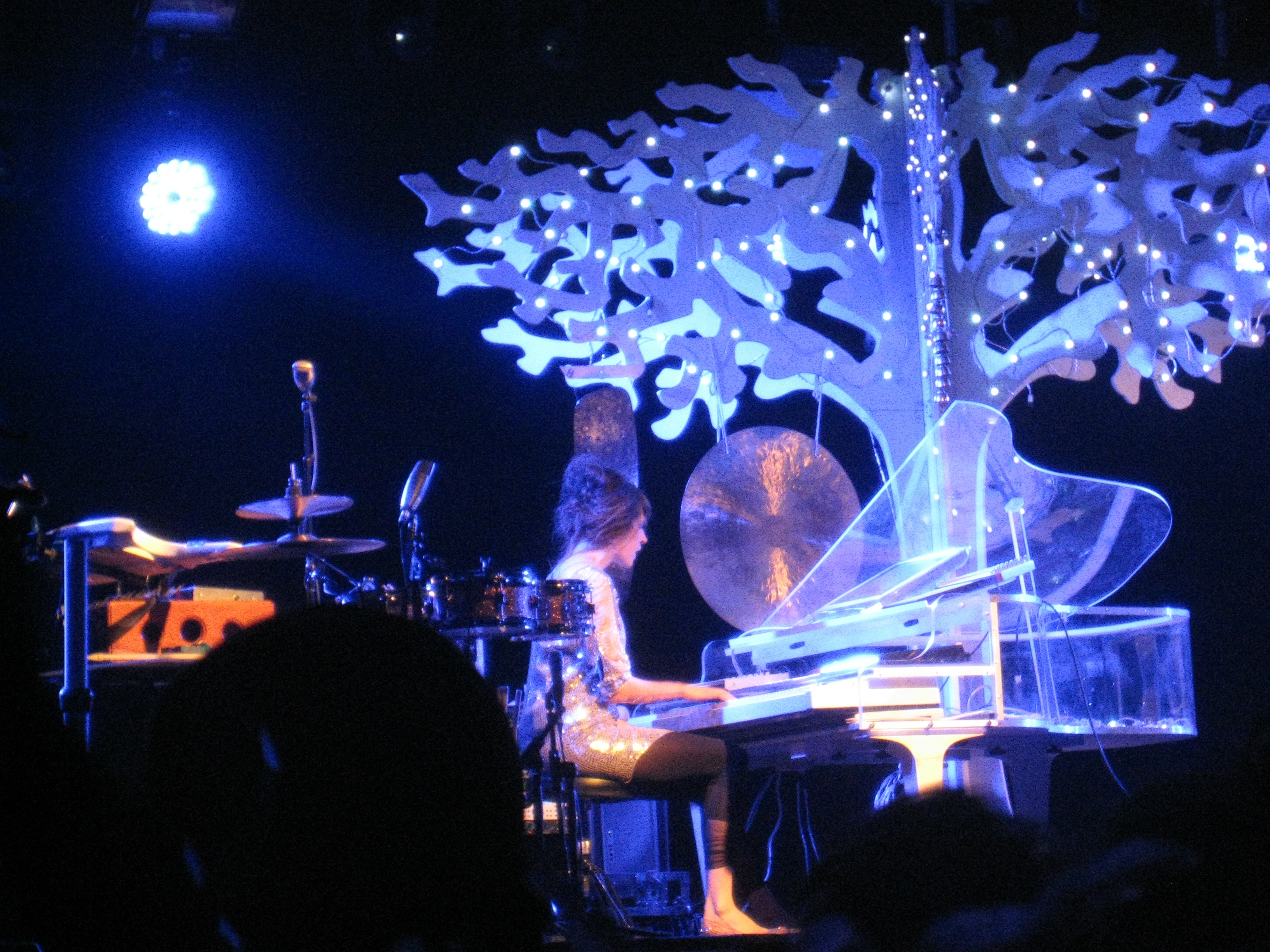
Imogen Heap, Cochella Festival 2010

Au The Do LaB: Lucent Dossier Experience, KRADDY, R/D, Jesse Wright, Sammy Bliss, The Ianator, Pod
Au Heineken Dome: DJ Tre – Special Session: Coachella's first Silent Disco, Andy Caldwell, Classixx, Eskmo, Fred Everything (en), J-Boogie vs. DJ Eleven, David Arevalo
Coachella & Pure Filth Present: BASSFACE, Camping Sessions: Mary Anne Hobbs, Daedelus, The Gaslamp Killer, Nobody, Sam XL, Ras G & Samiyam, Nocando. Visuals by Dr. Strangeloop
Samedi 17 avril
| Coachella Stage | Outdoor Theatre | Gobi Tent | Mojave Tent | Sahara Tent |
| --- | --- | --- | --- | --- |
| - Tiësto - Muse - Faith No More - Coheed and Cambria - Tokyo Police Club - White Rabbits - Old Crow Medicine Show - Zoé - Steel Train | - The Dead Weather - MGMT - Hot Chip - The xx - Edward Sharpe and the Magnetic Zeros - The Temper Trap - Frightened Rabbit (annulé) - Porcupine Tree - Rx Bandits | - Sia - Flying Lotus - Bad Lieutenant (annulé) - Corinne Bailey Rae - The Raveonettes - Band of Skulls - Girls - Portugal. The Man - The Almighty Defenders - Frank Turner | - Devo - Les Claypool - Major Lazer - Aterciopelados - Dirty Projectors - Gossip - Beach House - Camera Obscura - Shooter Jennings & Hierophant - John Waters | - 2manyDJs - Die Antwoord - Z-Trip - David Guetta - Kaskade - Bassnectar - Dirty South - Craze & Klever - Jason Bentley - Sam XL |

Au The Do LaB : Beats Antique, Eskmo, Lucent Dossier Experience, Jupit3r, Oscure, LYNX & Janover, Patricio, Deru, The Ianator
Au Heineken Dome : VJ/DJ Kris P – Special Session: Coachella's first Silent Disco, Milo/Vello, David Carvahlo, David Starfire featuring MC iCatching, Nisus, Franky Boissy, Isaiah Martin featuring Dustin on Brass, Behrouz, Bunny (de Rabbit in the Moon)
Coachella & Pure Filth Present: BASSFACE, Camping Sessions: Seven, Jakes, The Professionals, Take, Free the Robots, Deco & DLX, MC Kemst Visuals by Dr. Strangeloop
Dimanche 18 avril
| Coachella Stage                                                                | Outdoor Theatre | Gobi Tent | Mojave Tent | Sahara Tent |
| ------------------------------------------------------------------------------ | --- | --- | --- | --- |
| - Gorillaz - Pavement - Spoon - Yo La Tengo - De La Soul - B.o.B - Babasonicos | - Thom Yorke - Phoenix - Jónsi - Sunny Day Real Estate - Deerhunter - Owen Pallett - Delphic (annulé) - The Middle East | - Little Boots - Sly Stone - Charlotte Gainsbourg - Florence + the Machine - Mayer Hawthorne and the County - Local Natives - Hypnotic Brass Ensemble (annulé) - Kevin Devine (en) | - Yann Tiersen - The Big Pink - Gary Numan (annulé) - Miike Snow - Julian Casablancas - Matt & Kim - Mutemath - King Khan and the Shrines - The Soft Pack - One eskimO | - Plastikman - Orbital - Infected Mushroom - Club 75: DJ Mehdi, Cassius, Busy P, Xavier de Rosnay - The Glitch Mob - Rusko - Talvin Singh (annulé) - Paparazzi |

Au The Do LaB: Lucent Dossier Experience, MiM0SA, Random Rab, Siren, Welder, Patricio
Au Heineken Dome: VJ/DJ Kris P – Special Session: Coachella's first Silent Disco, Donald Glaude, Brion Topolski, Jamie Schwabl, Kris P, DJ Frances, Freddy Be, Kazell
Annulés : Grace Jones, Hadouken!, Mew

## 2011
Vendredi 15 avril
| Coachella Stage | Outdoor Theatre | Gobi Tent | Mojave Tent | Sahara Tent | Oasis Dome                                                                                                  |
| --- | --- | --- | --- | --- | --- |
| - The Chemical Brothers - Kings of Leon - The Black Keys - Interpol - Ms. Lauryn Hill - Cee Lo Green - Ozomatli - Moving Units | - Flogging Molly - Caifanes - Crystal Castles - Brandon Flowers - Cold War Kids - Tame Impala - Warpaint - Titus Andronicus - The Rural Alberta Advantage | - Scala & Kolacny Brothers - Nosaj Thing - Monarchy - Marina and the Diamonds - Kélé - Ariel Pink's Haunted Graffiti - The Morning Benders - Omar Rodríguez-López - Brandt Brauer Frick - New Pants | - Gayngs (en) - Robyn - The Aquabats - Cut Copy - Sleigh Bells - Yacht - The Pains of Being Pure at Heart - The Drums - Cold Cave - Black Joe Lewis & the Honeybears - Hurts - Miguel | - Boys Noize - Sasha - Magnetic Man - Erick Morillo - Afrojack - A-Trak - Odd Future Wolf Gang Kill Them All - Skrillex - Excision - 12th Planet - Tokimonsta - Alf Alpha | - Jakes - Beardyman - Breakage - Professionals - Mount Kimbie - Kyle Hall - Emicida - Gabe Real - Metaphase |

Au The Do LaB : Lucent Dossier Experience, Freq Nasty, KRADDY, Jupit3r, La' Reda, Govinda, SaQi, RLS, Michele Bass, GoldRush
Samedi 16 avril
| Coachella Stage | Outdoor Theatre | Gobi Tent | Mojave Tent | Sahara Tent | Oasis Dome |
| --- | --- | --- | --- | --- | --- |
| - Arcade Fire - Animal Collective - Mumford & Sons - Bright Eyes - Broken Social Scene - Erykah Badu - Gogol Bordello - Bomba Estéreo - Trampled by Turtles | - Empire of the Sun - Big Audio Dynamite - The Kills - The New Pornographers - Cage the Elephant - Delta Spirit (en) - Here We Go Magic - Thao with the Get Down Stay Down - Francis and the Lights (en) - The Love Language (en) | - Daedelus - Raphael Saadiq - Wire - Electric Touch (en) - Yelle - Glasser - The Radio Dept. - The Tallest Man on Earth - Cults - The Joy Formidable - EE | - Scissor Sisters - Suede - The Swell Season - One Day as a Lion - Elbow - Jenny and Johnny - Two Door Cinema Club - Foals - Freelance Whales - The Henry Clay People - Mariachi El Bronx | - Steve Angello - Paul van Dyk - Fedde le Grand - Shpongle presents: The Shpongletron Experience - Laidback Luke - Chuckie - Joachim Garraud - Sander Kleinenberg - Perry Farrell & Etty Lau Farrell vs. Chris Cox - The Twelves - Rye Rye - DJ Heavygrinder | - DJ Marky (annulé) - Andy C and GQ - DJ Kentaro - DJ Hype - Mary Anne Hobbs - Lil B - SBTRKT - Goth-Trad - Take - Don Letts - Alf Alpha - Ras G |

Au The Do LaB: An-Ten-Nae, Lucent Dossier Experience, NitGrit, Emancipator, Ana Sia, Patricio, Jesse Wright & Lee Burridge, Sammy Bliss, The Ianator
Dimanche 17 avril
| Coachella Stage | Outdoor Theatre | Gobi Tent | Mojave Tent | Sahara Tent | Oasis Dome |
| --- | --- | --- | --- | --- | --- |
| - Kanye West - The Strokes - Duran Duran - Death from Above 1979 - Nas & Damian Marley - Wiz Khalifa - Jack's Mannequin - Los Bunkers (annulé) | - PJ Harvey - Chromeo - The National - Best Coast - Jimmy Eat World - City and Colour - Fun - Menomena - Gord Downie - Good Old War (en) | - She Wants Revenge - Neon Trees - Phantogram - Lightning Bolt - Foster the People - Tinie Tempah - Ellie Goulding - Angus & Julia Stone - Off! - Delorean - Plan B - Eliza Doolittle | - The Presets - Leftfield - Ratatat - Trentemøller - Fistful of Mercy - Health - CSS - Men - Twin Shadow - Phosphorescent - Ryan Leslie | - Axwell - Bloody Beetroots – Death Crew 77 - Chase & Status - Duck Sauce - Sven Väth - Jack Beats - Caspa - Green Velvet - Riva Starr - WhiteNoize | - Terror Danjah - Zed Bias - Ramadanman - Roska - Kode9 - Joy Orbison - High Contrast - DJ Zinc - Thunderball - Tokimonsta - Lorn - Sam XL |

Au The Do LaB : Lucent Dossier Experience, Paper Diamond, R/D, Stephan Jacobs, Sugarpill, Siren, Gladkill, Timonkey, Karim So
Annulés : Clare Maguire, Fat Freddy's Drop, Gypsy & the Cat, Klaxons

## 2012
Vendredi 13 et 20 avril
| Coachella Stage | Outdoor Theatre | Gobi Tent | Mojave Tent | Sahara Tent                                                                                     |
| --- | --- | --- | --- | ----------------------------------------------------------------------------------------------- |
| - Swedish House Mafia - The Black Keys - Pulp - Arctic Monkeys - Jimmy Cliff & Tim Armstrong - James - Kendrick Lamar - Hello Seahorse! - GabeReal | - Refused - Explosions in the Sky - Mazzy Star - Madness - Girls - Neon Indian - Yuck - The Dear Hunter - The Sheepdogs | - The Horrors - The Black Angels - Atari Teenage Riot - Frank Ocean - WU LYF - Death Grips - Gary Clark, Jr. - EMA - Other Lives - Wolf Gang - Abe Vigoda (en) | - Amon Tobin - M83 - The Rapture - M. Ward - Dawes - Grouplove - Ximena Sariñana - Givers - honeyhoney - Wallpaper. | - Datsik - Afrojack - Alesso - Madeon - Feed Me - SebastiAn - Breakbot - R3hab - LA Riots - Méa |

Au The Do LaB 1re semaine : Lucent Dossier Experience, Stephan Jacobs, Sugarpill, Jupit3r, Gladkill, Russ Liquid, GoldRush, CrisB., Jobot, Patricio
The Do LaB 2e semaine : Lucent Dossier Experience, Jupit3r, Patricio, Jeremy Sole, Marley Carroll, Geno Cochino, Natasha Kmeto, Quade
Heineken Dome 1re semaine : EC Twins, Andy Caldwell, Hot Mouth, Zen Freeman, La' Reda
Heineken Dome 2e semaine : Roy Davis Jr. featuring J. Noize (live), David Harness, Marques Wyatt, J Paul Getto, Cappa Regime
Samedi 14 et 21 avril
| Coachella Stage | Outdoor Theatre | Gobi Tent | Mojave Tent | Sahara Tent |
| --- | --- | --- | --- | --- |
| - Radiohead - Bon Iver - The Shins - Noel Gallagher's High Flying Birds - Kaiser Chiefs - Awolnation - Childish Gambino - We Are Augustines - Juice | - Miike Snow - Feist - Jeff Mangum - Andrew Bird - Tune-Yards - Grace Potter and the Nocturnals - Destroyer - We Were Promised Jetpacks - Suedehead - DJP | - ASAP Rocky - SBTRKT - Flying Lotus - St. Vincent - Laura Marling - Buzzcocks - Firehose - Azealia Banks - The Vaccines - Spector - Kiss Kiss Bang Bang | - Sub Focus - Godspeed You! Black Emperor - Kasabian - Squeeze - Manchester Orchestra - The Head and the Heart - The Big Pink - Black Lips - Dragonette - Keep Shelly In Athens - Tijuana Panthers | - Kaskade - David Guetta - Fedde le Grand - Sebastian Ingrosso - Martin Solveig - Zeds Dead - Jacques Lu Cont - Borgore - Mt Eden - Destructo - Pure Filth Sound |

Au The Do LaB 1re semaine : Patricio, Lucent Dossier Experience, Two Fingers, Machine Drum, Pumpkin, Christian Martin, Worthy, iDiot Savant, Sammy Bliss
Au The Do LaB 2e semaine : Empire Strikes Back!, Lucent Dossier Experience, Lowriderz, Sidecar Tommy, Shawna, David Satori, SaQi, ill-esha
Heineken Dome 1re semaine : Starkillers featuring. Dmitry Ko, Droog, Fernando Garibay, John Beaver, Team No Sleep
Heineken Dome 2e semaine : Donald Glaude, Audrey Napoleon, Save the Robot, Colette, Ranidu Lankage, Siren
Dimanche 15 et 22 avril
| Coachella Stage | Outdoor Theatre | Gobi Tent | Mojave Tent | Sahara Tent |
| --- | --- | --- | --- | --- |

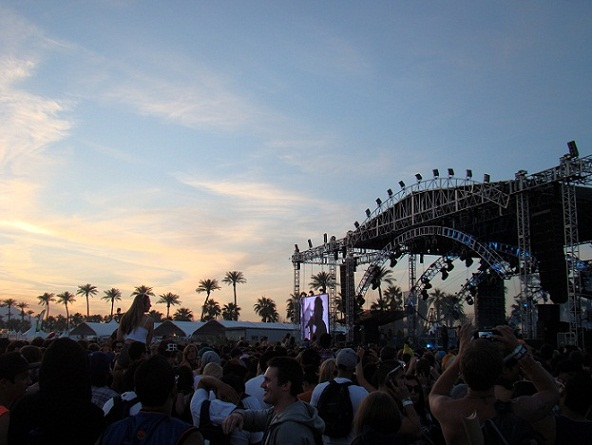
The Weeknd jouant à Coachella en 2012.

| - Dr. Dre & Snoop Dogg (et en guests Eminem, 50 Cent, Wiz Khalifa, Kendrick Lamar, Kurupt, et Warren G) - At the Drive-In - Justice - The Hives - Fitz and The Tantrums - Santigold - Band of Skulls - Mantastique | - Florence and the Machine - Girl Talk - The Weeknd - Wild Flag - The Growlers - Seun Kuti & Egypt 80 - Metronomy - Lissie - Sleeper Agent | - DJ Shadow - Company Flow - The Airplane Boys - The Gaslamp Killer - Thundercat - Real Estate - Greg Ginn and the Royal We - Le Butcherettes - Housse de Racket - Alf Alpha | - Modeselektor (featuring Thom Yorke, 2e session seulement) - Beirut - Gotye - AraabMuzik - Beats Antique - Wild Beasts - First Aid Kit - Oberhofer - Gardens & Villa - Tyler Uppercut | - Avicii - Calvin Harris - Nero - Dada Life - Porter Robinson - Flux Pavilion & Doctor P - Zedd - Noisia - Morgan Page - Jimbo Jenkins |

Au The Do LaB 1re semaine : Empire Strikes Back!, Lucent Dossier Experience, KRADDY, NastyNasty, R/D, David Starfire, NitGrit, Salva, Deru, Inspired Flight, Hopscotch
Au The Do LaB 2e semaine : Lucent Dossier Experience, Minnesota, Live & Light, LYNX, Griz, Imagika, oscure, Dov, Ruff Hauser
Heineken Dome 1re semaine : Mike Balance, Late Night Sneaky (live) White Noize, DJ Dan, Mike Balance
Heineken Dome 2e semaine : Doc Martin featuring Sublevel (live), Gene Hunt, Wally Callerio, Barry Weaver, Dusty Carter
Annulés : Cat Power, La Roux, The Midnight Beast

## 2013
Vendredi 12 et 19 avril
| Coachella Stage | Outdoor Theatre | Gobi Tent | Mojave Tent | Sahara Tent | Yuma Tent                                                                                        |
| --- | --- | --- | --- | --- | ------------------------------------------------------------------------------------------------ |
| - The Stone Roses - Blur - Yeah Yeah Yeahs - Modest Mouse - Passion Pit - Metric - Stars - Dâm-Funk - Tokyo Ska Paradise Orchestra - Skinny Lister | - Tegan and Sara - Jurassic 5 - Band of Horses - Beach House - Local Natives - Of Monsters and Men - Divine Fits - Aesop Rock - Beardyman - The Neighborhood - White Arrows - Falcons (1re session) - Mr. Carmack (2e session) | - Earl Sweatshirt - Foals - Purity Ring - TNGHT - Jello Biafra and the Guantanamo School of Medicine - Lee Scratch Perry - Japandroids - James McCartney - Poliça - The Shouting Matches - Deathfix - IO Echo - Moustache | - How to Destroy Angels - Grinderman - Infected Mushroom - Sparks - Palma Violets - Alt-J - Johnny Marr - Jake Bugg - Youth Lagoon - Lord Huron - You Me & Us | - Bassnectar - Modestep - Wolfgang Gartner - Dog Blood - Nicky Romero - Tommy Trash - Thomas Gold - Dillon Francis - C2C - Sam XL Pure Filth Sound - DJ Geo (1re semaine) - Dangerous Stranger (2e semaine) - DJP (jouant le set de All Scott Hardkiss) | - Luciano - Seth Troxler - DJ Harvey - Four Tet - Pete Tong - Raymond Roker - Mario Cotto - Sece |

Au The Do LaB 1re semaine : Goldrush, Lucent Dossier Experience, Run DMT, R/D, Robotic Pirate Monkey, Unlimited Gravity, G Jones, Manic Focus, Jupit3r, Hunterleggitt
Au The Do LaB Weekend 2: Kastle, Lucent Dossier Experience, Kraddy, Jupit3r, Stephan Jacobs, Sugarpill, Metaphase, Astronautica
Heineken Dome 1re semaine : Kenny "Dope" Gonzalez, DJ Spen, Acid Face, Sex Panther, David Paul
Heineken Dome 2e semaine : Gene Farris, Sonny Fodera, J. Phlip, Ale Rauen (b2b) Rodrigo Vieira, Lexal
Samedi 13 et 20 avril
| Coachella Stage | Outdoor Theatre | Gobi Tent | Mojave Tent | Sahara Tent | Yuma Tent |
| --- | --- | --- | --- | --- | --- |
| - Phoenix - The xx - The Postal Service - Hot Chip - Violent Femmes (et Café Tacvba la deuxième semaine) - Café Tacvba - Dropkick Murphys - Biffy Clyro (1re session) - Theophilus London - Vintage Trouble - DJ Gabe Real | - Sigur Rós - Two Door Cinema Club - Descendents - Yeasayer - Portugal. The Man - Puscifer - Ben Howard - Danny Brown - Action Bronson - Trash Talk - Reignwolf - Abjo (Première session) - Insightful (Deuxième session) | - Booka Shade - Janelle Monáe - Pusha T - Spiritualized - The Make-Up - El-P - The Selecter - Allen Stone - The Evens - Shovels & Rope - Guards - The Colouris | - New Order - Franz Ferdinand - Simian Mobile Disco - Grizzly Bear - Major Lazer - Bat for Lashes - 2 Chainz - Savages - Wild Nothing - Mona - The Wombats - Kids These Days | - Knife Party - Moby (DJ set) - Benny Benassi - Fedde Le Grand - Bingo Players - Kill the Noise - Baauer - Birdy Nam Nam - 3Ball MTY - Been Trill | - Richie Hawtin - Cassy - Julio Bashmore - Jason Bentley - The 2 Bears - Zane Lowe (1re session) - Huoratron - Lauren Lane |

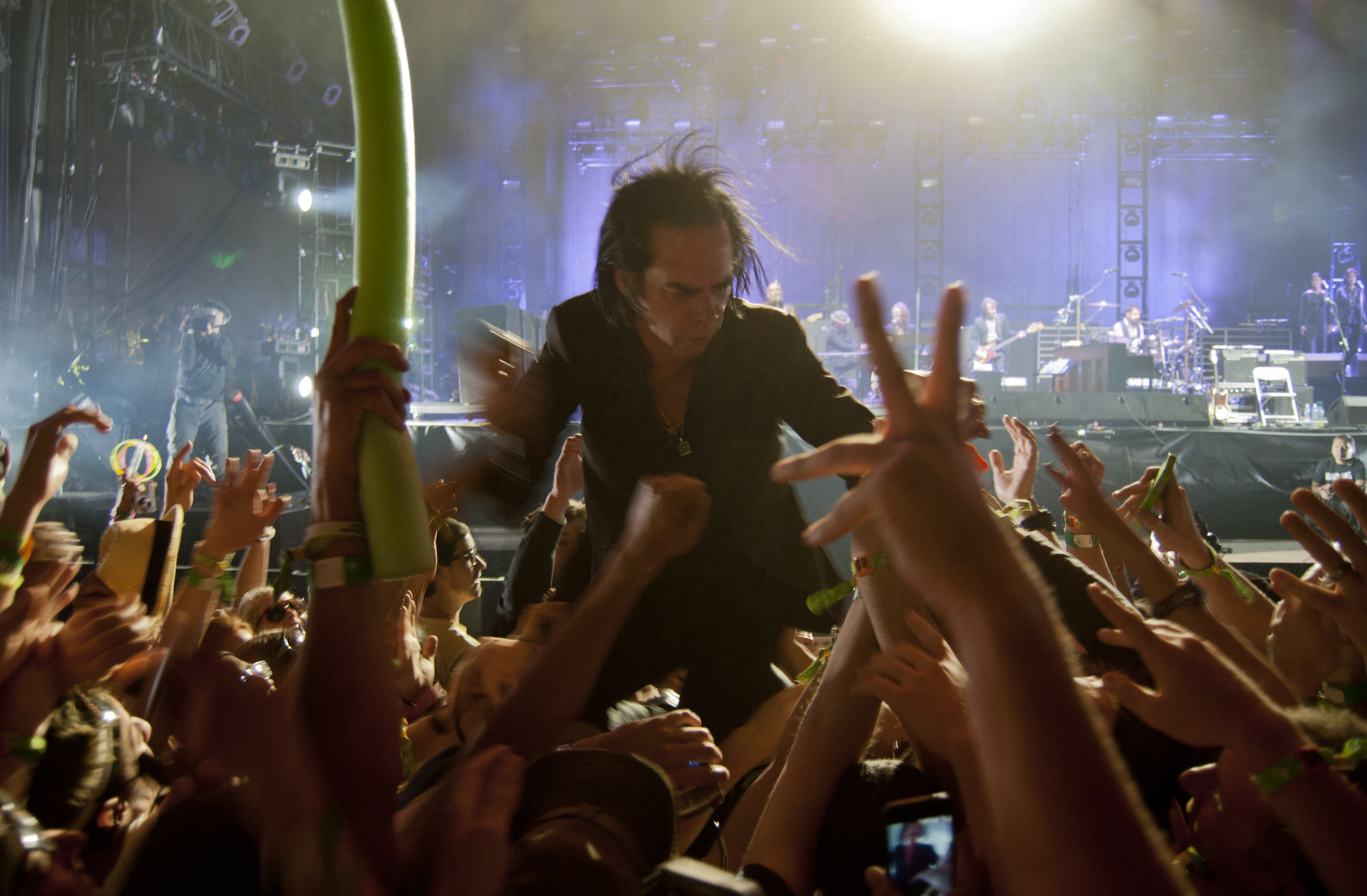
Nick Cave, Coachella Festival 2013

Au The Do LaB 1re semaine : Sammy Bliss, Idiot Savant, Lucent Dossier Experience, Jeremy Sole, Marques Wyatt, Orchard Lounge, POD
Au The Do LaB Weekend 2: Russ Liquid, Jobot, Lucent Dossier Experience, Black 22's, Pumpkin, Patricio, Hunterleggit, Pickles
Heineken Dome 1re semaine : DJ Pierre, Gene Hunt, Whitenoize, Alain Octavio, Sleight of Hands, Deron
Heineken Dome 2e semaine : Mark Farina, Roy Davis Jr., Donald Glaude, Tim Mason, Ivan Ruiz
Dimanche 14 et 21 avril
| Coachella Stage | Outdoor Theatre | Gobi Tent | Mojave Tent | Sahara Tent | Yuma Tent |
| --- | --- | --- | --- | --- | --- |
| - Red Hot Chili Peppers - Nick Cave and the Bad Seeds - Vampire Weekend - Social Distortion - The Lumineers - The Gaslight Anthem - The Airborne Toxic Event - Ghost B.C. - Slipping Into Darkness - Mantastique | - Wu-Tang Clan - Pretty Lights - Tame Impala - Dinosaur Jr. - Kurt Vile & the Violators - JEFF the Brotherhood - Smith Westerns - Raider Klan - Wild Belle - Sango (1re session) - Esta (2e session) | - Disclosure - Parov Stelar Band (1re session) - Dub FX (remplace Parov Stelar Band à la 2e session) - OMD - Father John Misty - Rodriguez - Tanlines - Grimes - Thee Oh Sees - The Three O'Clock - Hanni El Khatib - Little Green Cars - Jimbo Jenkins | - Dead Can Dance - Roni Size & Dynamite MC - The Faint - La Roux - James Blake - Alex Clare - Jessie Ware - DIIV - Cloud Nothings - Robert DeLong - Deap Vally | - Eric Prydz - Excision presents The Executioner - Hardwell - Paul Oakenfold - Paul Kalkbrenner - Mimosa - Dirtyphonics - Danny Avila - Mord Fustang - Adrian Lux | - Jamie Jones - Loco Dice - Maya Jane Coles - Joris Voorn - Jamie xx - Ladies Night - JDH and DAVE P - Droog |

The Do LaB 1re semaine : Sammy Bliss, Idiot Savant, Lucent Dossier Experience, Jeremy Sole, Marques Wyatt, Orchard Lounge, POD, Dub FX
The Do LaB 2e semaine : Thugfucker, Worthy, Lucent Dossier Experience, J. Phlip, Christian Martin, Nick Monaco, Jason Burns
Heineken Dome 1re semaine : DJ Sneak (b2b) Doc Martin, DJ Dan, Mike Balance, Buds not Bombs, Elz
Heineken Dome 2e semaine : Stanton Warriors, Lazy Rich, Dzeko & Torres, Cappa Regime, Carlos Alfonzo
Annulés : Unicorn Kid, Lou Reed

## 2014
Vendredi 11 et 18 avril
| Coachella Stage                                                                                            | Outdoor Theatre | Gobi Tent | Mojave Tent | Sahara Tent | Yuma Tent |
| --- | --- | --- | --- | --- | --- |
| - OutKast - Girl Talk - Chromeo - Ellie Goulding - AFI - Grouplove - MS MR - Anthony Green - The Preatures | - The Knife - The Replacements - Broken Bells - Neko Case - Haim - A$AP Ferg - Dum Dum Girls - GOAT - Flatbush Zombies - The Bots | - Anti-Flag - Caravan Palace - Flume - Woodkid - Shlohmo - Kate Nash - The Jon Spencer Blues Explosion - Jagwar Ma - Austra - Wye Oak - Gabba Gabba Heys | - The Cult - Bryan Ferry - Bonobo - The Afghan Whigs - Bastille - Aloe Blacc - Title Fight - ZZ Ward - Waxahatchee - Tom Odell - Co.Fee (1re semaine) - KAB (2e semaine) | - Michael Brun - Zedd - Martin Garrix - The Glitch Mob - Carnage - Gareth Emery - Deorro - DJ Falcon - Mako - DJP - Boubakiki | - Dixon - Hot Since 82 - Solomun - Nicolas Jaar - Duke Dumont - Nina Kraviz - Damian Lazarus - David Squillace - Lee Wells - Alf Alpha |

The Do LaB 1re semaine : Minnesota vs. G Jones, Sound Remedy, Lucent Dossier Experience, Lowriderz, Gladkill, K Theory, Supervision, Thriftworks, Paul Basic
The Do LaB 2e semaine : Thugfucker, DJ Tennis, Idiot Savant, Lucent Dossier Experience, Kidnap Kid, Isaac Tichauer, Perseus, Moonbots, Henry Krinkle, Jobot
Heineken House 1re semaine : Last Call, Mike Will Made It, Solomun, Sneaky Sound System, Team Supreme, Eric Sharp
Heineken House 2e semaine : Carnage & Guests, Surprise Guest, Mike Will Made It, Escort, Kingdom x Nguzunguzu, Team Supreme, Sean Glass
Samedi 13 et 20 avril
| Coachella Stage | Outdoor Theatre | Gobi Tent | Mojave Tent | Sahara Tent | Yuma Tent |
| --- | --- | --- | --- | --- | --- |
| - Muse - Queens of the Stone Age - Foster the People - MGMT - Kid Cudi - City and Colour - Cage the Elephant - Graveyard - Unlocking the Truth | - Nas - Pharrell Williams - Sleigh Bells - Lorde - Capital Cities - The Head and the Heart - Chvrches - Ty Segall - Foxygen - Syd Arthur - Saints Of Valory | - The Dismemberment Plan - DARKSIDE - Galantis - Solange - Future Islands - Washed Out - Holy Ghost! - Banks - White Lies - The Internet - Laura Mvula - AFTA-1 | - Pet Shop Boys - Mogwai - Pixies - RL Grime - Warpaint - Julian Casablancas - Bombay Bicycle Club - Temples - Drowners - Bear Hands - Young & Sick - WoodysProduce | - Skrillex - Empire of the Sun - Fatboy Slim - Dillon Francis - GTA - Carbon Airways - TJR - Headhunterz - MAKJ - UZ - Revell | - Tiga - The Magician - Nicole Moudaber - Cajmere - Guy Gerber - Aeroplane - Sander Kleinenberg - Ricoshëi - Lesto |

The Do LaB 1re semaine : Totally Enormous Extinct Dinosaurs, Kastle, Rone, Sébastien Léger, Justin Martin, Gorgon City, Christian Martin, J.Phlip, Worthy, Sammy Bliss
The Do LaB 2e semaine : Odesza, Kraddy, Swear Beats, Benji Vaughn, Blond:ish, Patricio, Eduardo Castillo, Mikey Lion, Lafa Taylor
Heineken House 1re semaine : Last Call, The Gaslamp Killer vs. Thundercat, Nosaj Thing, Alvin Risk, Valentino Khan, Hundred Waters, Heartsrevolution, Anna Lunoe, Franki Chan
Heineken House 2e semaine : GZA with Gaslamp Killer, Gaslamp Killer & Thundercat, UZ & Surprise Guest, Anabel Englund x Human Life, Escort with Guests, Chela, Anna Lunoe, Franki Chan
Dimanche 14 et 21 avril
| Coachella Stage | Outdoor Theatre | Gobi Tent | Mojave Tent | Sahara Tent | Yuma Tent |
| --- | --- | --- | --- | --- | --- |
| - Arcade Fire - Beck - Calvin Harris - The Naked and Famous - Zoé - Chance the Rapper (annulé la 2e semaine) - Fishbone - Trombone Shorty & Orleans Avenue | - Disclosure - Lana del Rey - Neutral Milk Hotel - Blood Orange - The 1975 - STRFKR - Surfer Blood - J Roddy Walston and the Business - Ratking | - Lucent Dossier Experience - Jhené Aiko - John Newman - The Toy Dolls - AlunaGeorge - Superchunk - Frank Turner - Courtney Barnett - Bombino - Factory Floor - Bo Ningen | - Netsky - Motörhead - Daughter - Little Dragon - Flosstradamus - Rudimental - Classixx - Poolside - Preservation Hall Jazz Band - James Vincent McMorrow - Machin' (1re semaine) - CIVX (2e semaine) | - Duck Sauce - Adventure Club - Big Gigantic - Alesso - Krewella - Showtek - Flight Facilities - Anna Lunoe - John Beaver | - Bicep - Laurent Garnier - Maceo Plex - Art Department - Lee Burridge - Scuba - The Martinez Brothers - Cooper Saver - Equip |

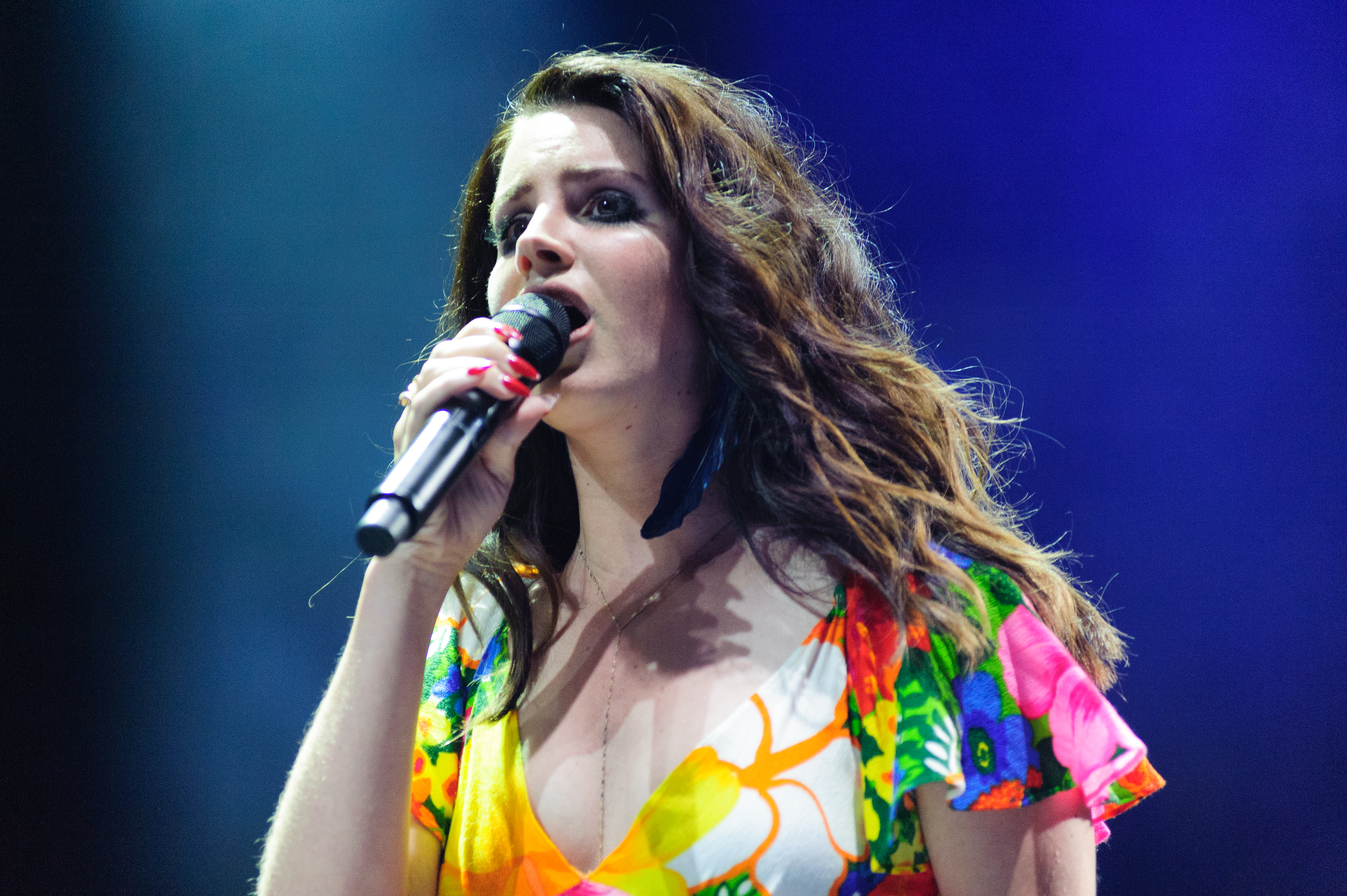
Lana Del Rey, Coachella Festivall 2014

The Do LaB 1re semaine : Kill Paris, Sugarpill, Dimond Saints, Slow Magic, ill-esha, Chrime Sparks, El Papa Chango, Two Fresh, Vokab Kompany & Crush Effect, Dessert Dwellers
The Do LaB 2e semaine : Mitis, Opiuo, Freddy Todd, Jupit3r, Love & Light, Chris B, Hunterleggit, Hopscotch, Ruff Hauser
Heineken House 1re semaine : Last Call, Flight Facilities, Chela, MDNR, Femme, Sean Glass x Goddollars
Heineken House 2e semaine : Classixx (DJ), Escort with MNDR, Surprise Guest, Flight Facilities, Preservation Hall Jazz Band, Surprise Guest, MDNR, Femme, Sean Glass
Annulés : Beady Eye

## 2015

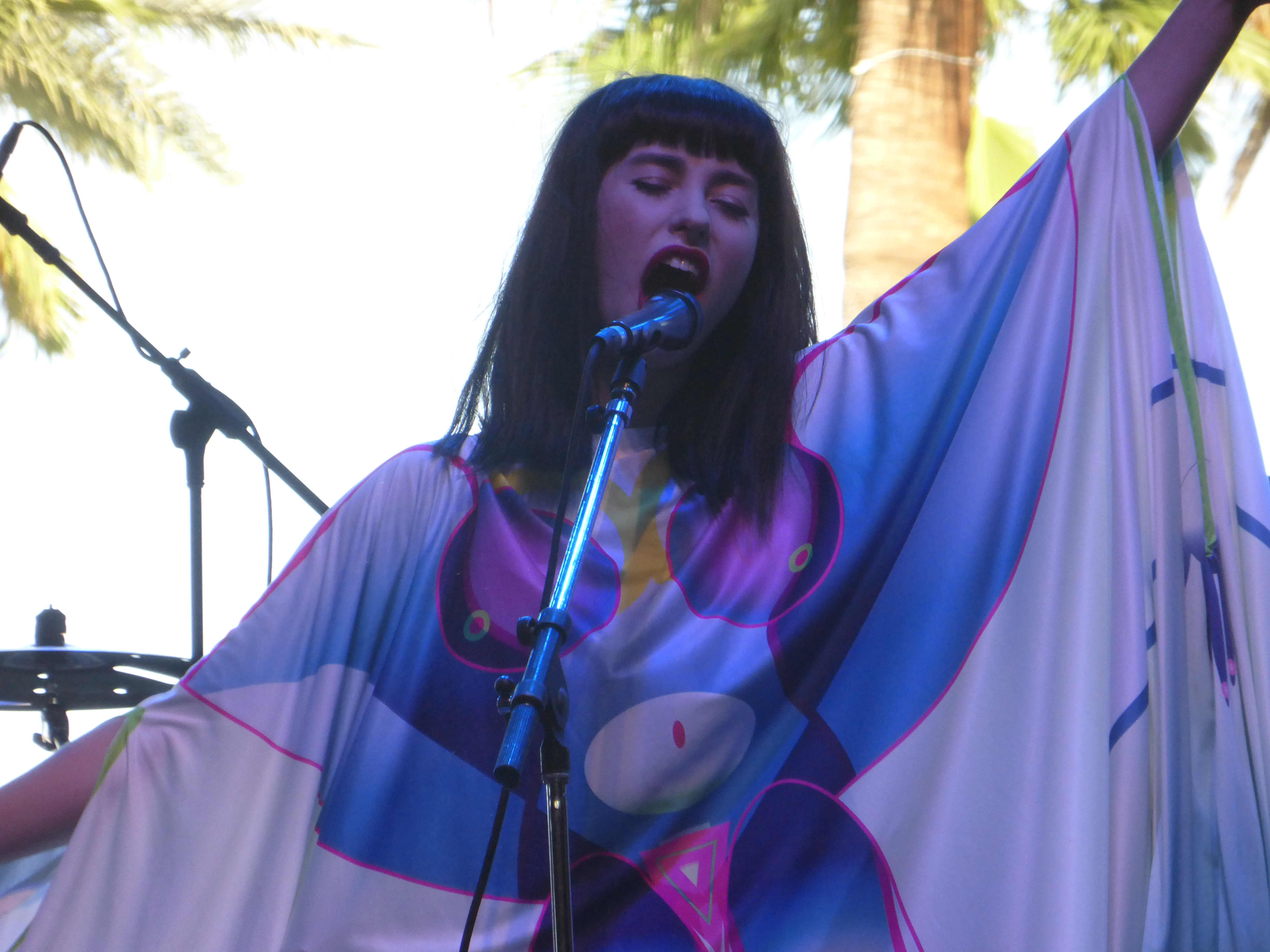
Kimbra, Coachella Festival 2015

Le festival a lieu les weekends des 10-12 et 17-19 avril.
| Coachella Stage                         | Outdoor Theatre                          | Gobi                      | Mojave               | Sahara          | Yuma            |
| --------------------------------------- | ---------------------------------------- | ------------------------- | -------------------- | --------------- | --------------- |
| AC/DC                                   | Nero                                     | Squarepusher              | Flying Lotus         | Alesso          | MK              |
| Tame Impala                             | Steely Dan                               | Todd Terje and the Olsens | Caribou              | Porter Robinson | Chris Malinchak |
| Interpol                                | Alabama Shakes                           | Gorgon City               | Lykke Li             | DJ Snake        | Pete Tong       |
| The War on Drugs                        | Raekwon & Ghostface Killah               | Hot Natured               | Ryan Hemsworth       | R3hab           | Jon Hopkins     |
| Azealia Banks                           | Angus & Julia Stone                      | Ride                      | Kiesza               | Oliver Heldens  | Erol Alkan      |
| Charles Bradley and his Extraordinaries | Lil B                                    | Kimbra                    | Sylvan Esso          | Keys N Krates   | Lee Foss        |
| Action Bronson                          | Allah-Las                                | Ab-Soul                   | George Ezra          | Alvin Risk      | Marquess Wyatt  |
| Vic Mensa                               | Brant Bjork and the Low Desert Punk Band | Cloud Nothings            | Reverend Horton Heat | Trippy Turtle   | Freddy Be       |
| Vic Mensa                               | The Ghost of a Saber Tooth Tiger         | Eagulls                   | Haerts               | Peking Duk      | Freddy Be       |
| Vic Mensa                               | Alchemy                                  | Ruen Brothers             | Los Rakas            | DJP             | Freddy Be       |
| Vic Mensa                               | Alchemy                                  | Moustache                 | Los Rakas            | DJP             | Freddy Be       |

| Coachella Stage                               | Outdoor Theatre                  | Gobi                          | Mojave                        | Sahara            | Yuma           |
| --------------------------------------------- | -------------------------------- | ----------------------------- | ----------------------------- | ----------------- | -------------- |
| The Weeknd                                    | Axwell Λ Ingrosso                | Swans                         | ANTEMASQUE                    | Ratatat           | Annie Mac      |
| Jack White                                    | Flosstradamus                    | Drive Like Jehu               | SBTRKT                        | Deorro            | Loco Dice      |
| alt-J                                         | Tyler, The Creator               | FKA twigs                     | Tycho                         | Duke Dumont       | DJ Harvey      |
| Hozier                                        | Father John Misty                | The Gaslamp Killer Experience | Kasabian                      | Cedric Gervais    | Danny Tenaglia |
| Milky Chance                                  | Belle and Sebastian              | Glass Animals                 | Run the Jewels                | Dirty South       | Carl Craig     |
| Bad Religion                                  | Chet Faker                       | Yelle                         | Jungle                        | Yellow Claw       | Tales of Us    |
| Clean Bandit                                  | Andrew McMahon in the Wilderness | Cashmere Cat                  | Toro Y Moi                    | Gramatik          | Andrea Oliva   |
| Nortec Collective Presents Bostich + Fussible | Royal Blood                      | Benjamin Booker               | Bad Suns                      | Alison Wonderland | Lauren Lane    |
| Nortec Collective Presents Bostich + Fussible | Perfume Genius                   | Lights                        | St. Paul and The Broken Bones | Matthew Koma      | Mor Elian      |
| Nortec Collective Presents Bostich + Fussible | Jamestown Revival                | Parquet Courts                | Ryn Weaver                    | Bixel Boys        | Mor Elian      |
| Nortec Collective Presents Bostich + Fussible | PHOX                             | Coasts                        | Tourist                       | Dem Ham Boyz      | Mor Elian      |
| Nortec Collective Presents Bostich + Fussible | Mantastique                      | Until the Ribbon Breaks       | Radkey                        | Dem Ham Boyz      | Mor Elian      |

| Coachella Stage          | Outdoor Theatre       | Gobi                  | Mojave             | Sahara           | Yuma                                                           |
| ------------------------ | --------------------- | --------------------- | ------------------ | ---------------- | -------------------------------------------------------------- |
| Drake                    | Fitz and The Tantrums | Kaytranada            | Kygo               | David Guetta     | J.E.S.+S. (Jackmaster, Eats Everything, Skream & Seth Troxler) |
| Florence and the Machine | St. Vincent           | ODESZA                | Gesaffelstein      | New World Punx   | Guy Gerber                                                     |
| Kaskade                  | Ryan Adams            | Jamie xx              | Stromae            | Madeon           | Ben Klock                                                      |
| Marina and the Diamonds  | Jenny Lewis           | Philip Selway         | Brand New          | Martin Solveig   | Jason Bentley                                                  |
| St. Lucia                | Built to Spill        | The Cribs             | Vance Joy          | What So Not      | John Talabot                                                   |
| Circa Survive            | Mac DeMarco           | Desaparecidos         | RAC                | Claude VonStroke | Tiger and Woods                                                |
| The Orwells              | Joyce Manor           | Sturgill Simpson      | Panda Bear         | Alf Alpha        | tINI                                                           |
| Saint Motel              | Chicano Batman        | MØ                    | OFF!               | superduperbrick  | Doc Martin feat Sublevel Live                                  |
| Jimbo Jenkins            | Gabe Real             | Angel Olsen           | Touché Amoré       | Soslo            | Trent Cantrelle                                                |
| Jimbo Jenkins            | Gabe Real             | Night Terrors of 1927 | Sloan              | Soslo            | Trent Cantrelle                                                |
| Jimbo Jenkins            | Gabe Real             | Astronautica          | Little Red Spiders | Soslo            | Trent Cantrelle                                                |

## 2016

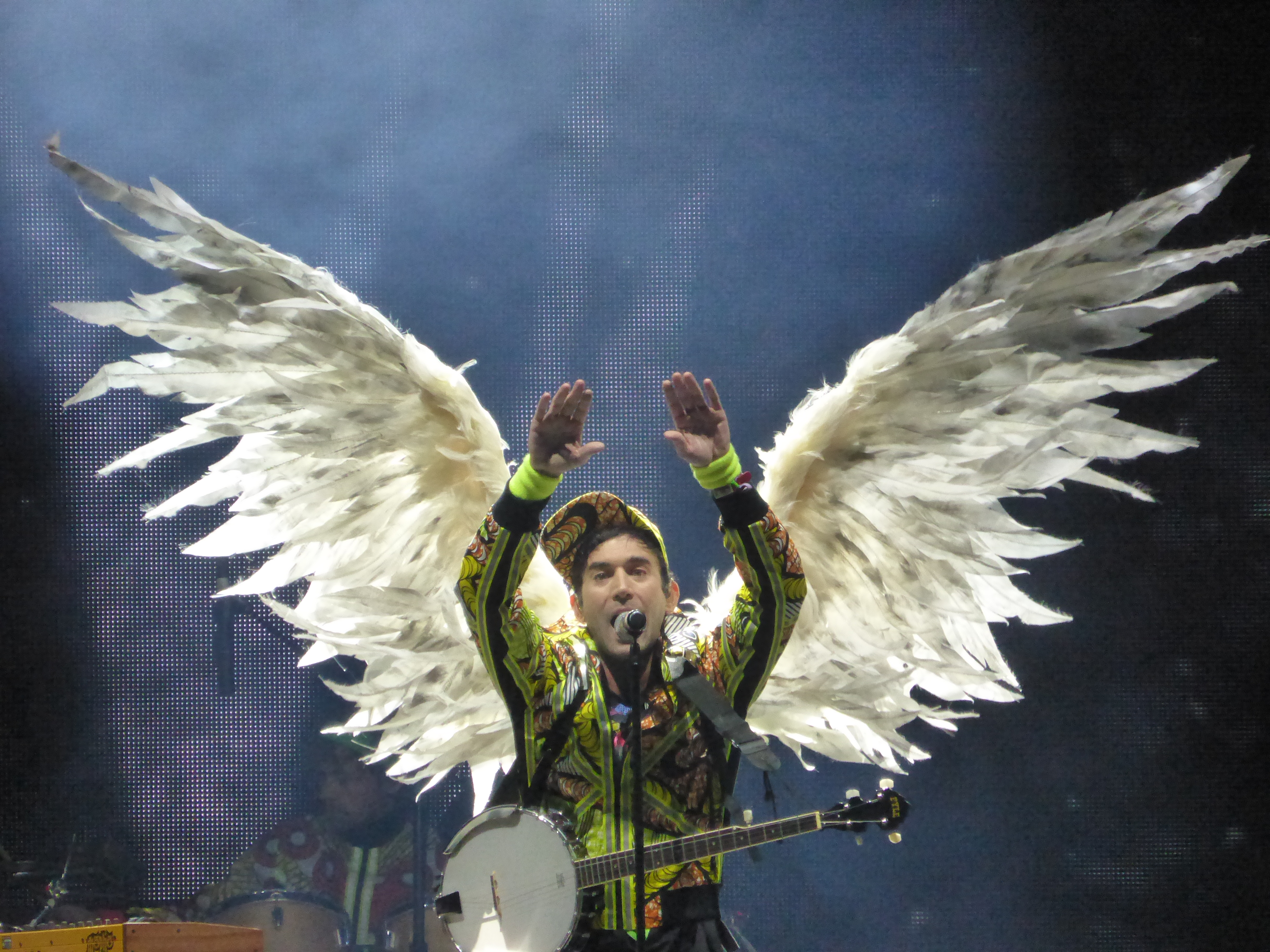
Sufjan Stevens, Coachella Festival 2016

Le festival a lieu les weekends des 15-17 et 22-24 avril.
| Coachella Stage     | Outdoor Theatre | Gobi                   | Mojave                  | Sahara                    | Yuma                   |
| ------------------- | --------------- | ---------------------- | ----------------------- | ------------------------- | ---------------------- |
| LCD Soundsystem     | Jack Ü          | Volbeat                | Purity Ring             | Lucent Dossier Experience | Marco Carola           |
| Ellie Goulding      | Sufjan Stevens  | Lemaitre               | Shakehips               | Rae Sremmurd              | Nicole Moudaber & Skin |
| M83                 | ASAP Rocky      | Parov Stelar           | Savages                 | G-Eazy                    | Sasha                  |
| Of Monsters and Men | The Kills       | Lido                   | The Last Shadow Puppets | Underworld                | Black Coffee           |
| Foals               | Lord Huron      | St Germain             | BØRNS                   | 2manydjs                  | Nick Fanciulli         |
| Years & Years       | Rober DeLong    | Christine & the Queens | Gallant                 | DJ Mustard                | George Fitzgerald      |
| Joey Bada$$         | Front Bottoms   | Bob Moses              | Ibeyi                   | Sam Feldt                 | SG Lewis               |
| Gabe Real           | Carla Morrison  | Goldroom               | Miami Horror            | Louis the Child           | DJ EZ                  |
| Gabe Real           | Versis          | Mavis Staples          | HEALTH                  | Skepta                    | Masha                  |
| Gabe Real           | Versis          | Frances                | Låpsley                 | Nina Las Vegas            | Masha                  |
| Gabe Real           | Versis          | Mbongwana Star         | HÆLOS                   | Synergy                   | Masha                  |
| Gabe Real           | Versis          | Mbongwana Star         | Sheer Mag               | Synergy                   | Masha                  |

| Coachella Stage | Outdoor Theatre  | Gobi           | Mojave                   | Sahara           | Yuma               |
| --------------- | ---------------- | -------------- | ------------------------ | ---------------- | ------------------ |
| Guns N' Roses   | Zedd             | Shamir         | Dubfire                  | RL Grime         | Justin Martin      |
| Ice Cube        | Halsey           | BADBADNOTGOOD  | Grimes                   | ZHU              | Nina Kraviz        |
| Disclosure      | Courtney Barnett | RÜFÜS DU SOL   | Silversun Pickups        | Snails           | Mano Le Tough      |
| CHVRCHES        | Rhye             | The Damned     | Unknown Mortal Orchestra | Vince Staples    | DJ Koze            |
| Run the Jewels  | Zella Day        | SZA            | The Arcs                 | AlunaGeorge      | Mathew Dear        |
| Gary Clark Jr.  | Chronixx         | Bat for Lashes | Deerhunter               | Matoma           | SOPHIE             |
| Moon Taxi       | Protoje          | Lush           | James Bay                | Lost Frequencies | The Black Madonna  |
| Moon Taxi       | Ex Hex           | Alvvays        | Strangers You Know       | Mr. Carmack      | Amine Edge & Dance |
| Moon Taxi       | brightener       | DMA's          | Cloves                   | Vanic            | Lee K              |
| Moon Taxi       | brightener       | Gogo Penguin   | Algiers                  | Jimbo Jenkins    | Lee K              |
| Moon Taxi       | brightener       | The Dead Ships | Phases                   | Dirty Mop        | Lee K              |

| Coachella Stage                       | Outdoor Theatre                       | Gobi             | Mojave                              | Sahara                 | Yuma            |
| ------------------------------------- | ------------------------------------- | ---------------- | ----------------------------------- | ---------------------- | --------------- |
| Calvin Harris                         | Flume                                 | Deafheaven       | Nosaj Thing                         | KSHMR                  | Maceo Plex      |
| Sia                                   | Beach House                           | Death Grips      | Miike Snow                          | The Chainsmokers       | Adam Beyer      |
| Major Lazer                           | Edward Sharpes and the Magnetic Zeros | Alessia Cara     | Anderson .Paak & The Free Nationals | Tchami                 | John Digweed    |
| The 1975                              | Cold War Kids                         | Christ Stapleton | Melody's Echo Chamber               | Baauer                 | Tensnake        |
| Matt and Kim                          | Wolf Alice                            | Autolux          | Crystal Fighters                    | TOKiMONSTA             | Soul Cap        |
| Rancid                                | Kamasi Washington                     | Pete Yorn        | Hudson Mohawke                      | Thomas Jack            | Cassy           |
| Nathaniel Rateliff & The Night Sweats | Young Fathers                         | Meg Myers        | Joywave                             | Claptone IMMORTAL LIVE | Fur Coat        |
| RecordSafari                          | Girlpool                              | The Vandals      | The Heavy                           | Epik High              | AC Slater       |
| RecordSafari                          | Mint Field                            | Tei Shi          | PRAYERS                             | Mister BLAQK           | Lisbona Sisters |
| RecordSafari                          | Mint Field                            | Steady Holiday   | De Lux                              | Mister BLAQK           | Lisbona Sisters |
| RecordSafari                          | Mint Field                            | AFTA-1           | Swarvy                              | Mister BLAQK           | Lisbona Sisters |

## 2017

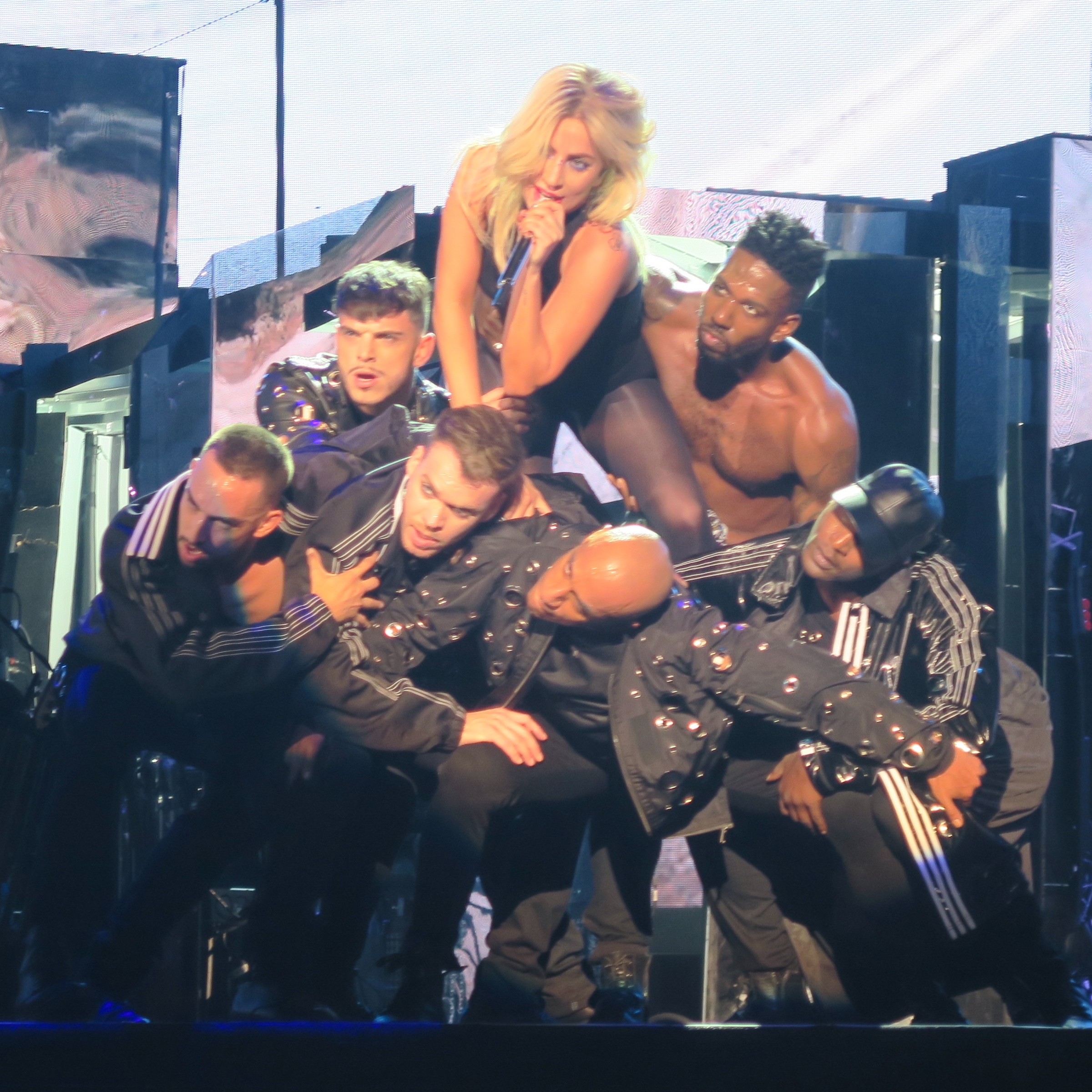
Lady Gaga (remplaçant le concert de Beyoncé), Coachella Festival 2017

Le festival a lieu les weekends des 14-16 et 21-23 avril,.
| Coachella Stage             | Outdoor Stage                    | Mojave                    | Gobi                   | Sahara            | Sonora              | Yuma                  |
| --------------------------- | -------------------------------- | ------------------------- | ---------------------- | ----------------- | ------------------- | --------------------- |
| Radiohead                   | Travis Scott                     | D.R.A.M.                  | Sam Gellaitry          | Dillon Francis    | Guided by Voices    | Loco Dice             |
| The XX                      | Phantogram                       | Capital Cities            | Denzel Curry           | Empire of the Sun | The Interrupters    | The Martinez Brothers |
| Father John Misty           | Oh Wonder                        | DJ Shadow                 | Little Dragon          | Steve Angello     | Shannon & The Clams | Dixon                 |
| Glass Animals               | Mac DeMarco                      | Richie Hawtin             | Jagwar Ma              | Mac Miller        | Tacocat             | BICEP                 |
| Bonobo                      | King Gizzard & The Lizard Wizard | The Avalanches            | BANKS                  | Crystal Castles   | Diamante Eléctrico  | Floorplan             |
| Preservation Hall Jazz Band | Stormzy                          | Broods                    | Francis and the Lights | Big Gigantic      | The Paranoyds       | Nora En Pure          |
| RecordSafari                | Stormzy                          | Sampha                    | Raury                  | Kungs             | Surfbort            | Alison Swing          |
| RecordSafari                | Stormzy                          | Tennis                    | SOHN                   | SNBRN             | Tall Juan           | Rhonda INTL DJs       |
| RecordSafari                | Stormzy                          | Joseph                    | The Lemon Twigs        | Strange Club      | Jim Smith           | Rhonda INTL DJs       |
| RecordSafari                | Stormzy                          | Zipper Club               | Klangstof              | Andre Power       | Jim Smith           | Rhonda INTL DJs       |
| RecordSafari                | Stormzy                          | Dudu Tassa & The Kuwaitis | Kayves                 | Andre Power       | Jim Smith           | Rhonda INTL DJs       |

| Coachella Stage                                   | Outdoor Stage  | Mojave            | Gobi            | Sahara        | Sonora            | Yuma                                |
| ------------------------------------------------- | -------------- | ----------------- | --------------- | ------------- | ----------------- | ----------------------------------- |
| Beyoncé (concert annulé, remplacée par Lady Gaga) | DJ Snake       | Classixx          | SURVIVE         | Gucci Mane    | The Commons       | Hot Since 82                        |
| Bon Iver                                          | ScHoolboy Q    | Nicolas Jaar      | Breakbot        | Martin Garrix | Current Joys      | Solomun                             |
| Future                                            | Tycho          | Majid Jordan      | Nav             | Röyksopp      | Surf Curse        | Four Tet / Daphni / Floating Points |
| Two Door Cinema Club                              | Bastille       | Moderat           | Warpaint        | Tory Lanez    | Slow Hollows      | Ben UFO                             |
| The Head and the Heart                            | Chicano Batman | Mura Masa         | DREAMCAR        | Gryffin       | Downtown Boys     | Red Axes                            |
| Local Natives                                     | Banks & Steelz | Thundercat        | Róisín Murphy   | Brodinski     | Las Ligas Menores | Honey Dijon                         |
| Gabe Real                                         | Arkells        | Car Seat Headrest | The Atomics     | Autograf      | QUITAPENAS        | Chris Cruse                         |
| Gabe Real                                         | Blossoms       | Floating Points   | Kaleo           | Eli & Fur     | QUITAPENAS        | Chris Cruse                         |
| Gabe Real                                         | Blossoms       | Shura             | Mitski          | Courtland     | QUITAPENAS        | Chris Cruse                         |
| Gabe Real                                         | Blossoms       | Swet Shop Boys    | Bishop Briggs   | Courtland     | QUITAPENAS        | Chris Cruse                         |
| Gabe Real                                         | Blossoms       | Swet Shop Boys    | Yip Yops        | Courtland     | QUITAPENAS        | Chris Cruse                         |
| Gabe Real                                         | Blossoms       | Swet Shop Boys    | David J. Prince | Courtland     | QUITAPENAS        | Chris Cruse                         |

| Coachella Stage              | Outdoor Stage    | Mojave         | Gobi           | Sahara       | Sonora           | Yuma                 |
| ---------------------------- | ---------------- | -------------- | -------------- | ------------ | ---------------- | -------------------- |
| Kendrick Lamar               | Justice          | New Order      | What So Not    | Marshmello   | T.S.O.L.         | Tale Of Us           |
| Lorde                        | Hans Zimmer      | Kelhani        | Real Estate    | Galantis     | Twin Peaks       | Sasha                |
| Porter Robinson & Madeon     | Future Islands   | Tove Lo        | Jai Wolf       | DJ Khaled    | Allah-Las        | Marcel Dettmann      |
| Grouplove                    | Devendra Banhart | Kiiara         | PNL            | Kaytranada   | Show Me the Body | Maya Jane Coles      |
| Toots and the Maytals        | Whitney          | Honne          | Jack Garratt   | Lil Uzi Vert | Hinds            | The Belleville Three |
| Lee Fields & The Expressions | Ezra Furman      | Goldlink       | NAO            | Skepta       | Caveman          | Patrick Topping      |
| Lee Fields & The Expressions | Ezra Furman      | Tourist        | Sofi Tukker    | Anna Lunoe   | Los Blenders     | Jen Ferrer           |
| Lee Fields & The Expressions | Ezra Furman      | Preoccupations | Pond           | Rambo V      | Jim Smith        | Jen Ferrer           |
| Lee Fields & The Expressions | Ezra Furman      | Big Game       | Grace Mitchell | Westside Ty  | Jim Smith        | Jen Ferrer           |
| Lee Fields & The Expressions | Ezra Furman      | Big Game       | Ocho Ojos      | Westside Ty  | Jim Smith        | Jen Ferrer           |

Annulé :
- PNL

## 2018

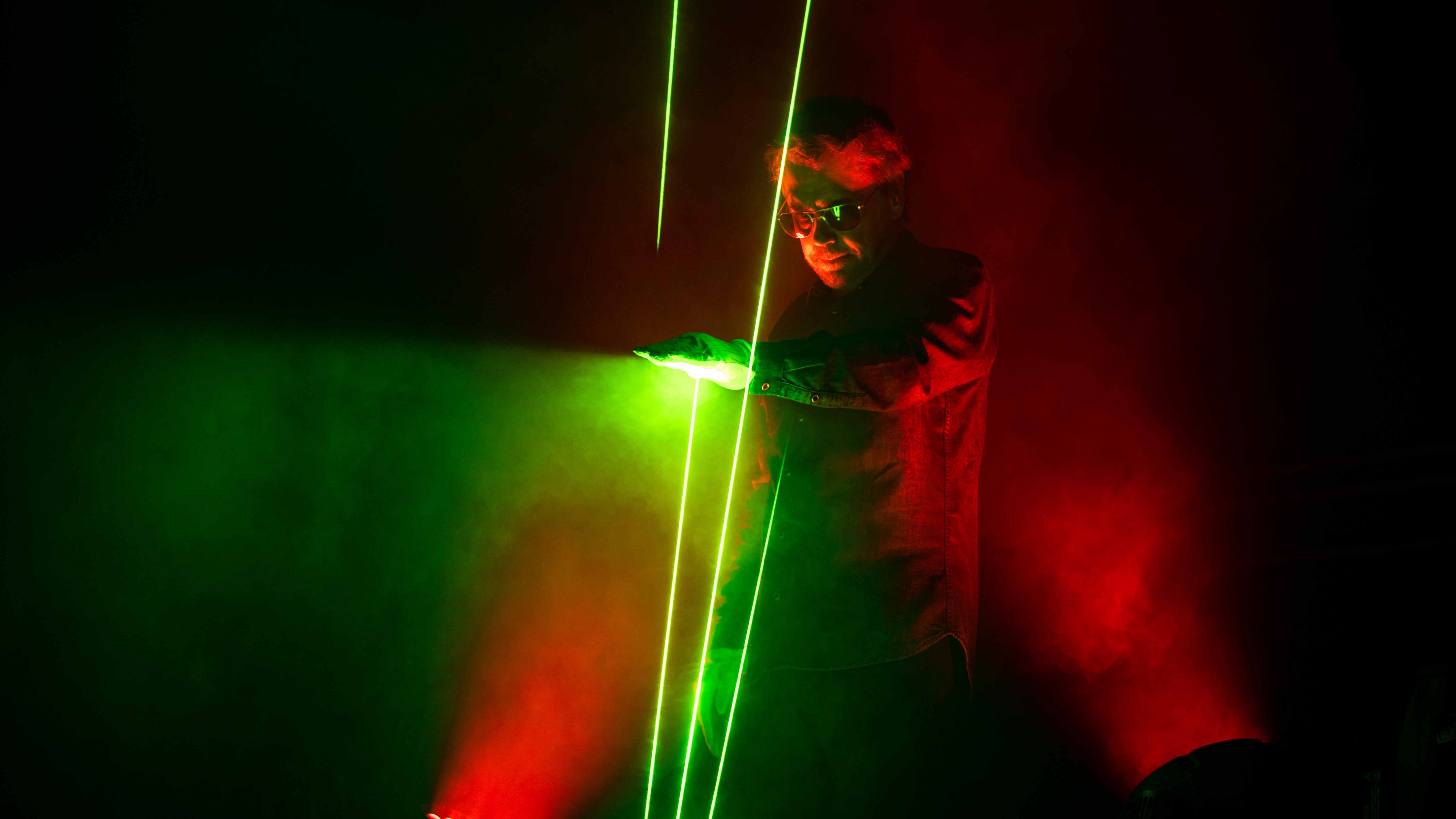
Jean-Michel Jarre, Coachella Festival 2018

Le festival a lieu les weekends des 13-15 et 20-22 avril.
| Coachella Stage                               | Outdoor Stage     | Gobi                | Sonora          | Mojave            | Sahara             | Yuma                                             |
| --------------------------------------------- | ----------------- | ------------------- | --------------- | ----------------- | ------------------ | ------------------------------------------------ |
| The Weeknd                                    | Jean-Michel Jarre | Carpenter Brut      | The Buttertones | Jamiroquai        | REZZ               | Detroit Love : Carl Craig, Kyle Hall & Moodymann |
| SZA                                           | St. Vincent       | Maceo Plex          | The Regrettes   | Soulvax           | Alison Wonderland  | Moon Boots                                       |
| Kygo (avec en invitée surprise Ariana Grande) | The War on Drugs  | Perfume Genius      | Helado Negro    | Dreams            | TroyBoi            | Avalon Emerson                                   |
| Vince Staples                                 | Daniel Caesar     | Belly               | The Marías      | Black Coffee      | Deorro             | HITO                                             |
| The Neighbourhood                             | Kali Uchis        | The Blaze           | Fazerdaze       | Bleachers         | Alan Walker        | B.Traits                                         |
| SuperDuperKyle                                | Skip Marley       | Léon                | Boogarins       | Greta Van Fleet   | Justin Martin      | Jesse Calosso                                    |
| Los Ángeles Azules                            | Knox Fortune      | Tank and the Bangas | Señor Kino      | Kelela            | Cash Cash          | Anakim                                           |
| Los Ángeles Azules                            | Skip Marley       | PVRIS               | Jim Smith       | Slow Magic        | Whethan            | Anakim                                           |
| Los Ángeles Azules                            | JustPudge         | Moses Summey        | Jim Smith       | MHD               | Elohim             | Anakim                                           |
| Los Ángeles Azules                            | JustPudge         | Benjamin Clementine | Jim Smith       | Smiles Davis      | Gingee             | Anakim                                           |
| Los Ángeles Azules                            | JustPudge         | DMM                 | Jim Smith       | Francesca Harding | Late Night Laggers | Anakim                                           |

| Coachella Stage     | Outdoor Stage | Gobi            | Sonora         | Mojave                | Sahara          | Yuma              |
| ------------------- | ------------- | --------------- | -------------- | --------------------- | --------------- | ----------------- |
| Beyoncé             | alt-J         | Highly Suspect  | Hundred Waters | X Japan               | Post Malone     | The Black Madonna |
| HAIM                | Fleet Foxes   | Tom Misch       | Oh Sees        | Jungle                | blackbear       | Pachanga Boys     |
| Tyler, The Creator  | David Byrne   | Jorja Smith     | The Bronx      | Alvvays               | Louis the Child | Bedouin           |
| MØ                  | BØRNS         | Benjamin Booker | Cherry Glazerr | Tash Sultana          | Snakehips       | Jackmaster        |
| Chromeo             | First Aid Kit | Alina Baraz     | Priests        | BROCKHAMPTON          | Party Favor     | Yaeji             |
| Nile Rodgers & CHIC | Marian Hill   | Angel Olsen     | R.O.C.         | Flatbush Zombies      | Ekali           | Busy P            |
| Wizkid              | Sir Sly       | Sigrid          | Mild High Club | Django Django         | AC Slater       | Jason Bentley     |
| Wizkid              | Alf Alpha     | Big Thief       | Otoboke Beaver | Declan McKenna        | KITTENS         | Sahar Z           |
| Wizkid              | Alf Alpha     | Sudan Archives  | Bane's World   | Chloe x Halle         | Jimbo Jenkins   | Sahar Z           |
| Wizkid              | Alf Alpha     | Ron Gallo       | Jim Smith      | Salami Rose Joe Lewis | Jimbo Jenkins   | Sahar Z           |
| Wizkid              | Alf Alpha     | Birdtastique    | Jim Smith      | Salami Rose Joe Lewis | Jimbo Jenkins   | Sahar Z           |

| Coachella Stage   | Outdoor Stage       | Gobi               | Sonora         | Mojave                          | Sahara         | Yuma                     |
| ----------------- | ------------------- | ------------------ | -------------- | ------------------------------- | -------------- | ------------------------ |
| Eminem            | A Perfect Cercle    | Barclay Crenshaw   | Princess Nokia | The Drums                       | Migos          | Michael Mayer            |
| ODESZA            | Miguel              | Kamaiyah           | John Maus      | King Krule                      | Illenium       | Jamie Jones              |
| Portugal. The Man | Kamasi Washington   | Ibeyi              | Cuco           | 6LACK                           | French Montana | Chris Liebing            |
| Cardi B           | Jessie Ware         | Jidenna            | Buscabulla     | Jacob Banks                     | Petit Biscuit  | Joseph Capriati          |
| Vance Joy         | De J Loaf           | AURORA             | Snail Mail     | FIDLAR                          | Russ           | Motor City Drum Ensemble |
| LANY              | Nothing But Thieves | Hayley Kiyoko      | B Boys         | Aminé                           | San Holo       | Talaboman                |
| LION BABE         | MAGIC GIANT         | Japanese Breakfast | The Delirians  | THEY.                           | Giraffage      | Peggy Gou                |
| Gabe Real         | Juice won           | Noname             | Mu $ty Boyz    | LP                              | Hannah Wants   | Kölsch                   |
| Gabe Real         | Juice won           | Noname             | Mu $ty Boyz    | Rolling Blackouts Coastal Fever | CVSS           | Omar-S                   |
| Gabe Real         | Juice won           | Noname             | Mu $ty Boyz    | Pax                             | CVSS           | Lee Wells                |

- Alina Baraz

## 2019

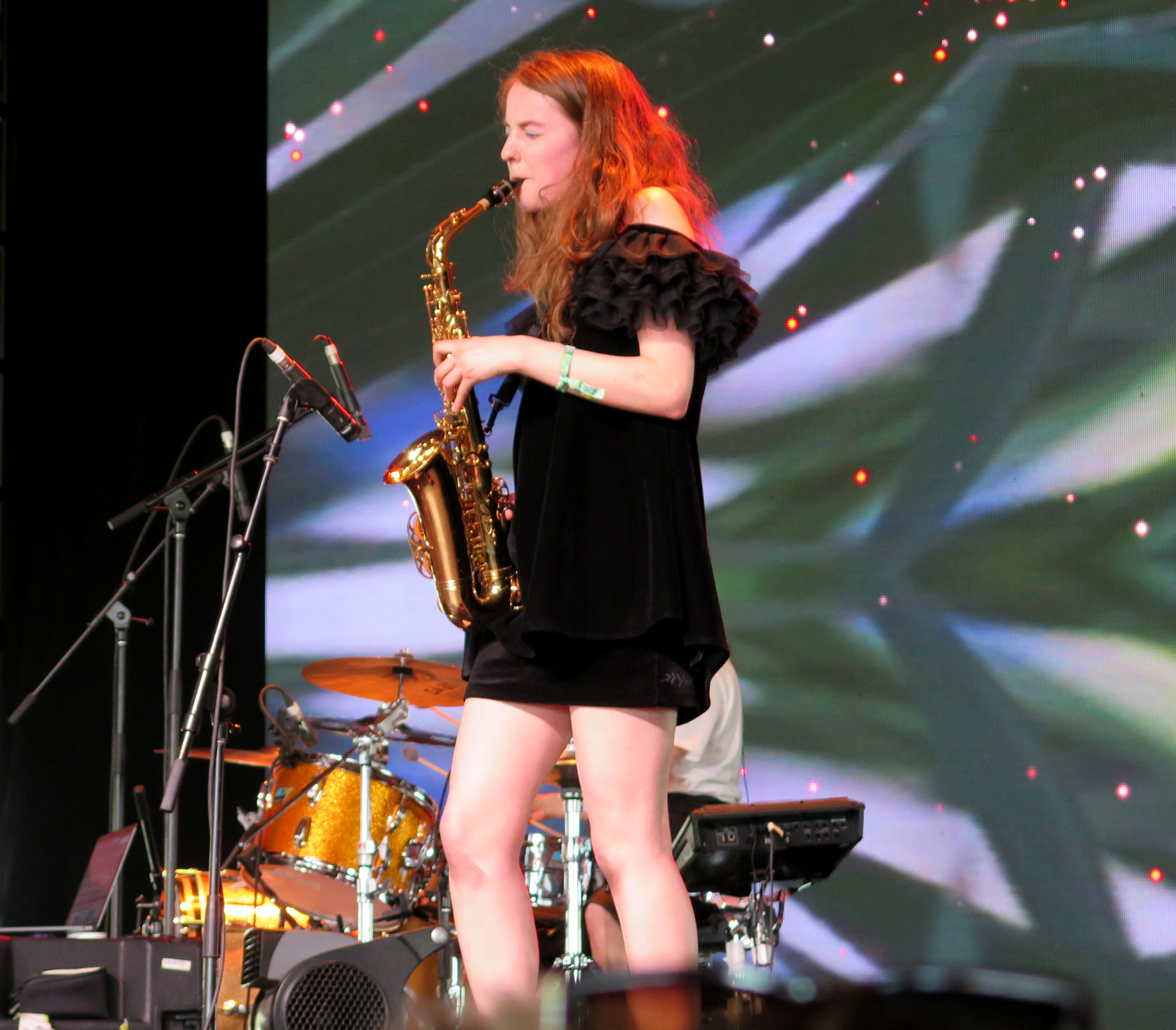
Let's Eat Grandma, Coachella Festival 2019

Le festival a lieu les weekends des 19-21 et 26-28 avril.
| Coachella Stage  | Outdoor Stage | Sonora           | Gobi                     | Mojave        | Sahara       | Yuma                                       |
| ---------------- | ------------- | ---------------- | ------------------------ | ------------- | ------------ | ------------------------------------------ |
| Childish Gambino | DJ Snake      | U.S. Girls       | Yves Tumor               | Nina Kraviz   | Kayzo        | Hot Since 82 / Lauren Lane / Nic Fanciulli |
| Janelle Monáe    | Rüfüs Du Sol  | The Frights      | Charlotte Gainsbourg     | SOPHIE        | Nora En Pure | Nicole Moudaber                            |
| The 1975         | Ella Mai      | Still Woozy      | Khurangbin               | Rosalía       | Diplo        | Chris Lake                                 |
| Anderson .Paak   | Gorgon City   | Kero Kero Bonito | Polo & Pan               | Tierra Whack  | BLACKPINK    | Kölsch                                     |
| Kacey Musgraves  | JPEGMAFIA     | RAT BOY          | dvsn                     | SG Lewis      | Jaden Smith  | Amelie Lens                                |
| Mon Laferte      | 88Glam        | Turnstile        | Calypso Rose             | King Princess | FISHER       | CamelPhat                                  |
| Los Tucanes      | Big Game      | Las Robertas     | Beach Fossils            | Yellow Days   | Jauz         | Walker & Royce                             |
| Los Tucanes      | Big Game      | Tomasa del Real  | Hurray for the Riff Raff | Vickki Acuna  | Anna Lunoe   | Ross From Friends                          |
| Los Tucanes      | Big Game      | COOL ERA         | Let's Eat Grandma        | Vickki Acuna  | Murda Child  | Blond:ish                                  |
| Los Tucanes      | Big Game      | COOL ERA         | Let's Eat Grandma        | Vickki Acuna  | Loboman      | Dave P                                     |

| Coachella Stage   | Outdoor Stage            | Sonora         | Gobi           | Mojave          | Sahara        | Yuma           |
| ----------------- | ------------------------ | -------------- | -------------- | --------------- | ------------- | -------------- |
| Tame Impala       | Billie Eilish            | Superorganism  | Little Simz    | Aphex Twin      | Wiz Khalifa   | Stephan Bodzin |
| Weezer            | Christine and the Queens | The Garden     | Parcels        | Four Tet        | Juice WRLD    | Idris Elba     |
| J Balvin          | Bob Moses                | Turnover       | Smino          | Virgil Abloh    | Gryffin       | Tale Of Us     |
| Bazzi             | Mac DeMarco              | Hop Along      | Maggie Rogers  | Soulection      | CloZee        | Deep Dish      |
| Sabrina Claudio   | The Interrupters         | shame          | SiR            | FKJ             | Sheck Wes     | Âme            |
| Mr Eazi           | Ty Segall & White Fence  | Javiera Mena   | JAIN           | serpentwithfeet | Murda Beatz   | Adriatique     |
| ARIZONA           | Nostradahm               | The Messethics | SALES          | Wallows         | Ookay         | Lee Burridge   |
| More Fire Mondays | Nostradahm               | The Red Pears  | Steady Holiday | CHON            | Alf Alpha     | Agoria         |
| More Fire Mondays | Nostradahm               | Jim Smith      | Jambinai       | Lealani         | Jimbo Jenkins | Heidi Lawden   |
| More Fire Mondays | Nostradahm               | Jim Smith      | Fundido        | Lealani         | Jimbo Jenkins | Heidi Lawden   |

| Coachella Stage | Outdoor Stage            | Sonora       | Gobi           | Mojave       | Sahara         | Yuma                                          |
| --------------- | ------------------------ | ------------ | -------------- | ------------ | -------------- | --------------------------------------------- |
| Ariana Grande   | H.E.R.                   | Ocho Ojos    | Jon Hopkins    | Kaytranada   | Nghtmre        | Cirez D                                       |
| Khalid          | Gesaffelstein            | HYUKOH       | Perfume        | CHVRCHES     | Dillon Francis | Guy Gerber                                    |
| Zedd            | Blood Orange             | Soccer Mommy | 070 Shake      | Sofi Tukker  | Gucci Gang     | Charlotte de Witte                            |
| Bad Bunny       | Unknown Mortal Orchestra | Men I Trust  | Dermot Kennedy | Clairo       | YG             | Maya Jane Coles Presents : Nocturnal Sunshine |
| Pusha T         | Social House             | Iceage       | Alice Merton   | Lizzo        | Playboi Carti  | Dusky                                         |
| Burna Boy       | Tiffany Tyson            | Cola Boyy    | Boy Pablo      | Dennis Lloyd | SOB X RBE      | Yotto                                         |
| Ugly Primo      | Tiffany Tyson            | Razorbumps   | Emily King     | Rico Nasty   | Shallou        | Patrice Bäumel                                |
| Ugly Primo      | Tiffany Tyson            | Easy Life    | Record Safari  | Mansionair   | Cre-8          | Jan Blomqvist                                 |
| Ugly Primo      | Tiffany Tyson            | Mr. 5y10     | Record Safari  | Subsuelo     | Cre-8          | Tara Brooks                                   |